# 梅州市人民医院

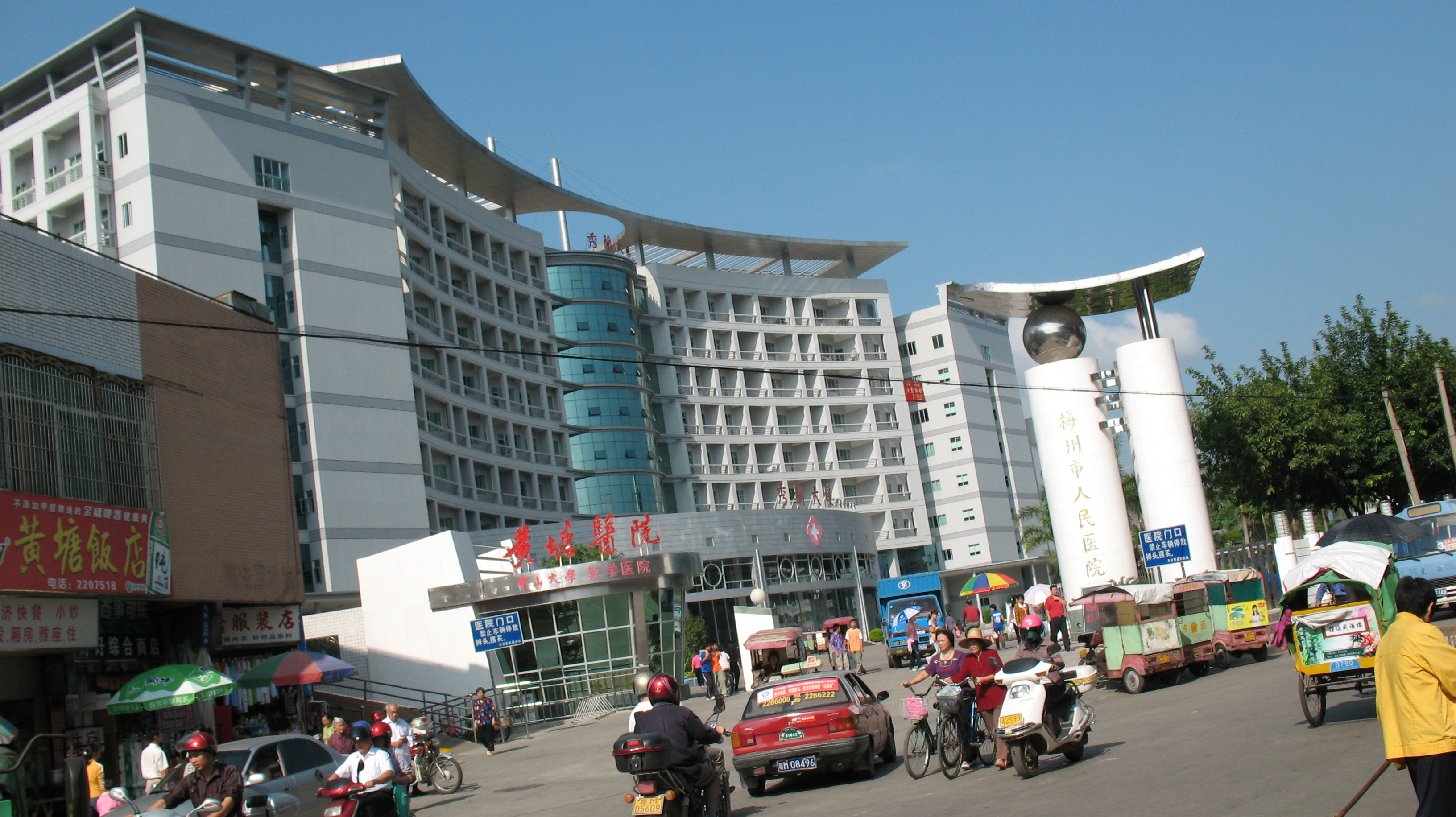
梅州市人民医院（黄塘医院、梅州市医学科学院）

梅州市人民医院（黄塘医院、梅州市医学科学院）是一家大型三级甲等综合医院，位于中华人民共和国广东省梅州市梅江区新峰路63号，开放床位2550张。

## 历史
1896年，德济医院正式成立，1952年并入兴梅区中心卫生院，1974年更名为“梅县地区人民医院”，1983年更名为“梅县地区黄塘医院”，1993年增补“梅州市人民医院”院牌，1995年被评为“三级甲等医院”，2010年被认定为中山大学非直属附属医院（即“中山大学附属梅州医院”）。

### 新住院大楼
- 2014年11月24日，梅州市人民医院新住院大楼环评公示正式对外发布[3]。
- 2018年1月13日，梅州市人民医院新住院大楼奠基[4]。
- 2019年12月21日，梅州市人民医院新住院大楼实现主体结构封顶[5]。
- 2021年，梅州市人民医院新住院大楼正式开业[6]。

### 新门诊大楼（梅州市医学科学院大楼）
- 2021年9月29日，梅州市人民医院新门诊大楼（梅州市医学科学院大楼）正式开工[7][8][9][10]。
- 2023年9月，梅州市人民医院新门诊大楼（梅州市医学科学院大楼）主体结构封顶[11]。
- 2025年1月22日，梅州市人民医院新门诊大楼（梅州市医学科学院大楼）正式开业[12][13]。当天，梅州日报对此进行了现场直播[14]。